# Copa Colsanitas 2013
Copa Colsanitas 2013 byl tenisový turnaj pořádaný jako součást ženského okruhu WTA Tour, který se hrál v Clubu Campestre El Rancho na otevřených antukových dvorcích. Konal se mezi 18. až 24. únorem 2013 v kolumbijském hlavním městě Bogota jako šestnáctý ročník turnaje.
Turnaj s rozpočtem 235 000 dolarů patřil do kategorie WTA International. Nejvýše nasazenou hráčkou ve dvouhře byla srbská tenistka Jelena Jankovićová.

## Ženská dvouhra

### Nasazení
| Stát       | Hráčka                      | WTA1) | Nasazení |
| ---------- | --------------------------- | ----- | -------- |
| Srbsko     | Jelena Jankovićová          | 25.   | 1.       |
| Francie    | Alizé Cornetová             | 36.   | 2.       |
| Španělsko  | Lourdes Domínguezová Linová | 53.   | 3.       |
| Itálie     | Francesca Schiavoneová      | 54    | 4        |
| Itálie     | Flavia Pennettaová          | 56.   | 5.       |
| Nizozemsko | Arantxa Rusová              | 74.   | 6.       |
| Francie    | Pauline Parmentierová       | 79.   | 7.       |
| Maďarsko   | Tímea Babosová              | 80.   | 8.       |

- 1) Žebříček WTA k 11. únoru 2013.

### Jiné formy účasti
Následující hráčky obdržely divokou kartu do hlavní soutěže:
- Catalina Castañová
- Mariana Duqueová Mariñová
- Yuliana Lizarazová

Následující hráčky postoupily z kvalifikace:
- Sharon Fichmanová
- Beatriz Garcíaová Vidaganyová
- Tereza Mrdežová
- Teliana Pereirová

### Odhlášení
- Irina-Camelia Beguová
- Petra Cetkovská
- Alexandra Dulgheruová
- Edina Gallovitsová-Hallová
- Polona Hercogová
- Romina Oprandiová
- Věra Zvonarevová (poranění ramena)

## Ženská čtyřhra

### Nasazení
| Stát          | Hráčka            | Stát        | Hráčka              | WTA1) | Nasazení |
| ------------- | ----------------- | ----------- | ------------------- | ----- | -------- |
| Česko         | Eva Birnerová     | Rusko       | Alexandra Panovová  | 117.  | 1.       |
| Maďarsko      | Tímea Babosová    | Lucembursko | Mandy Minellaová    | 139.  | 2.       |
| Rusko         | Nina Bratčikovová | Gruzie      | Oxana Kalašnikovová | 164.  | 3.       |
| Spojené státy | Julia Cohenová    | Německo     | Tatjana Maleková    | 218.  | 4.       |

- 1) Žebříček WTA k 11. únoru 2013; číslo je součtem umístění obou členek páru.

### Jiné formy účasti
Následující páry obdržely divokou kartu do hlavní soutěže:
- Jelena Jankovićová /  Aleksandra Krunićová
- María Paulina Pérezová Garcíaová /  Paula Pérezová Garcíaová

## Přehled finále

### Ženská dvouhra
- Jelena Jankovićová vs.  Paula Ormaecheaová, 6–1, 6–2

### Ženská čtyřhra
- Tímea Babosová /  Mandy Minellaová vs.  Eva Birnerová /  Alexandra Panovová, 6–4, 6–3